# Deželni ročin
Deželni ročin (nemško Handfest, latinsko manifestum) je naziv za listino, s katero je deželni knez (vladar) ob svojem nastopu potrdil privilegirane pravice (privilegije) deželnim stanovom, običajno v zameno za njihovo finančno in vojaško pomoč. Deželni ročin je vseboval potrditveno pismo vladarja, skupaj s prepisi deželnih privilegijev.
Nemški pojem »Landshandfest« je prvi uporabil vojvoda Ernest Železni, ko je leta 1414 potrdil kranjski deželni ročin, slovenska beseda »ročin« pa se je oblikovala v 16. stoletju, in izhaja iz svojega prvotnega pomena kot listina, ki jo je vladar potrdil s tem, da je nanjo »položil roko« (jo lastnoročno podpisal in pečatil).
Deželni ročini so se pojavili v 12. stoletju, zadnje potrditve pa so bile v 18. stoletju.

## Vsebina in potrjevanje deželnih ročinov
Poleg vladarjevega potrditvenega pisma je deželni ročin vseboval tudi prepise privilegijskih listin. 
Privilegiji so bili temeljni pravni dokumenti, ki so urejali vprašanja glede sodnih, vojaških, fevdnopravnih, dednopravnih in premoženjskih zadev v deželi, s posebnim poudarkom na:
- Postopkih pravdanja glede fevdov in druge lastnine na Ograjnem sodišču.
- Delovanju deželskih in patrimonialnih sodišč.
- Določilih o vojaški obveznosti plemstva v primeru ogroženosti dežele.
- Določilih o finančnih zadevah (davkih).

Deželni ročini so se potrjevali tako, da se je deželni knez obvezal, da bo spoštoval pravo v deželi, deželni stanovi pa so se mu oddolžili z vdanostno zavezo (dedna poklonitev, nemško Erbhűldigung). Deželni knez in stanovi so se pri tem zavezali k sodelovanju v dobrobit dežele, predvsem glede vojaške obrambe, spoštovanja miru, ter upoštevanja sodnih norm. Na Kranjskem so se deželni ročini potrjevali na Ljubljanskem gradu, kjer so bili tudi hranjeni.

## Zgodovinski pregled
Za Štajersko je najstarejši privilegij iz leta 1186, ki se je v 13. stoletju še bistveno dopolnjeval. Preko njega je bila plemstvu na Štajerskem omogočena davčna prostost, ter njihova nedotakljivost izven sodnega postopka. Štajersko plemstvo si je tudi izborilo pravico, da je moral vsak vladar ponovno potrditi njihove privilegije. V nasprotnem primeru so lahko zavrnili poklonitev novemu vladarju.
Leta 1338 sta enake privilegije dobili tudi deželi Kranjska in Koroška.
Od leta 1414 je vsak novi vladar pisno potrjeval prepise deželnih privilegijev.
V obdobju absolutizma in krepitve oblasti v rokah vladarja pa so deželni stanovi začeli izgubljati pomen, zato tudi potrebe po potrjevanju privilegijev ni bilo več. Zadnje potrditve so bile v 18. stoletju (na Kranjskem leta 1736).